# István Kausz
István Kausz (* 18. srpna 1932 Budapešť, Maďarsko – 3. června 2020) byl maďarský sportovní šermíř, který se specializoval na šerm kordem. Maďarsko reprezentoval v padesátých a šedesátých letech. Na olympijských hrách startoval v roce 1960 a 1964 v soutěži jednotlivců a družstev. V roce 1962 získal titul mistra světa v soutěži jednotlivců. S maďarským družstvem kordistů vybojoval zlatou olympijskou medaili v roce 1964 a v roce 1959 vybojoval s družstvem titul mistra světa.